# No-go-Area
Der Begriff No-go-Area bzw. No-go-Zone entstammt der Militärterminologie und steht dort für militärisches Sperrgebiet. Als Teil der Psychologischen Kriegsführung wurde im Vietnamkrieg Südvietnam in Go-Areas, die heimischen Gebiete, in denen die Bevölkerung versorgt und unterstützt wurde, und No-Go-Areas, die gegnerischen Gebiete, aufgeteilt. Heute bezeichnet der Begriff im deutschsprachigen Raum einen „Stadtteil, Bezirk, in dem es immer wieder zu gewalttätigen Auseinandersetzungen kommt und wo die öffentliche Sicherheit nicht gewährleistet ist.“

## Etymologische Überlegungen
„No-go-Area“ ist eine neuenglische Wortschöpfung. Der Begriff wurde 1971 in das Merriam-Webster English Dictionary aufgenommen. Das zugrundeliegende Adjektiv „no-go“ (deutsch „defekt“, „kaputt“), ursprünglich ein Wort des Slang, ist seit 1865–1870 bekannt.

## Übersicht
Ursprünglich war der Begriff militärischer Herkunft und wurde in den 1970er Jahren im Kontext des Buschkriegs in Südrhodesien benutzt, als die weiße Minderheitsregierung von aus dem benachbarten Ausland operierenden schwarzen Nationalisten bekämpft wurde. Die rhodesische Armee erhielt lediglich in strategisch wichtigen Gebieten, wie Industriezentren und Verkehrsknotenpunkten, eine dauerhafte Präsenz aufrecht und kontrollierte stattdessen andere Landesteile kaum. Diese wurden den Aufständischen überlassen und wurden zu „No-Go-Areas“ für Zivilisten erklärt.
In der innerdeutschen gesellschaftlichen Debatte um rassistische Gewalt gewann der Begriff im Vorfeld der Fußballweltmeisterschaft 2006 eine internationale Bedeutung für Regionen in Deutschland, in denen Besucher mit rassistischer Gewalt rechneten.
Eine andere Form von No-go-Areas bezieht sich auf sogenannte national befreite Zonen, in denen das Straßenbild so sehr von Rechtsradikalen geprägt ist, dass sich etwa Ausländer und Angehörige linker Gruppen nicht öffentlich zeigen können, ohne gewalttätige Übergriffe zu riskieren.
Seit der Diskussion um Jugendkriminalität wird der Ausdruck No-go-Area auch verwendet, um auf die Problematik der Straßenkriminalität hinzuweisen.

## Nordirlandkonflikt
No-go-Areas spielten im Nordirlandkonflikt zwischen 1968 und 1972 eine bedeutende Rolle. Insbesondere in den beiden größten Städten Nordirlands, Belfast und Derry, bestand schon vor 1968 eine Segregation in Wohnviertel, die jeweils fast ausschließlich von pro-irischen, katholischen Nationalisten oder pro-britischen, protestantischen Unionisten bewohnt wurden.

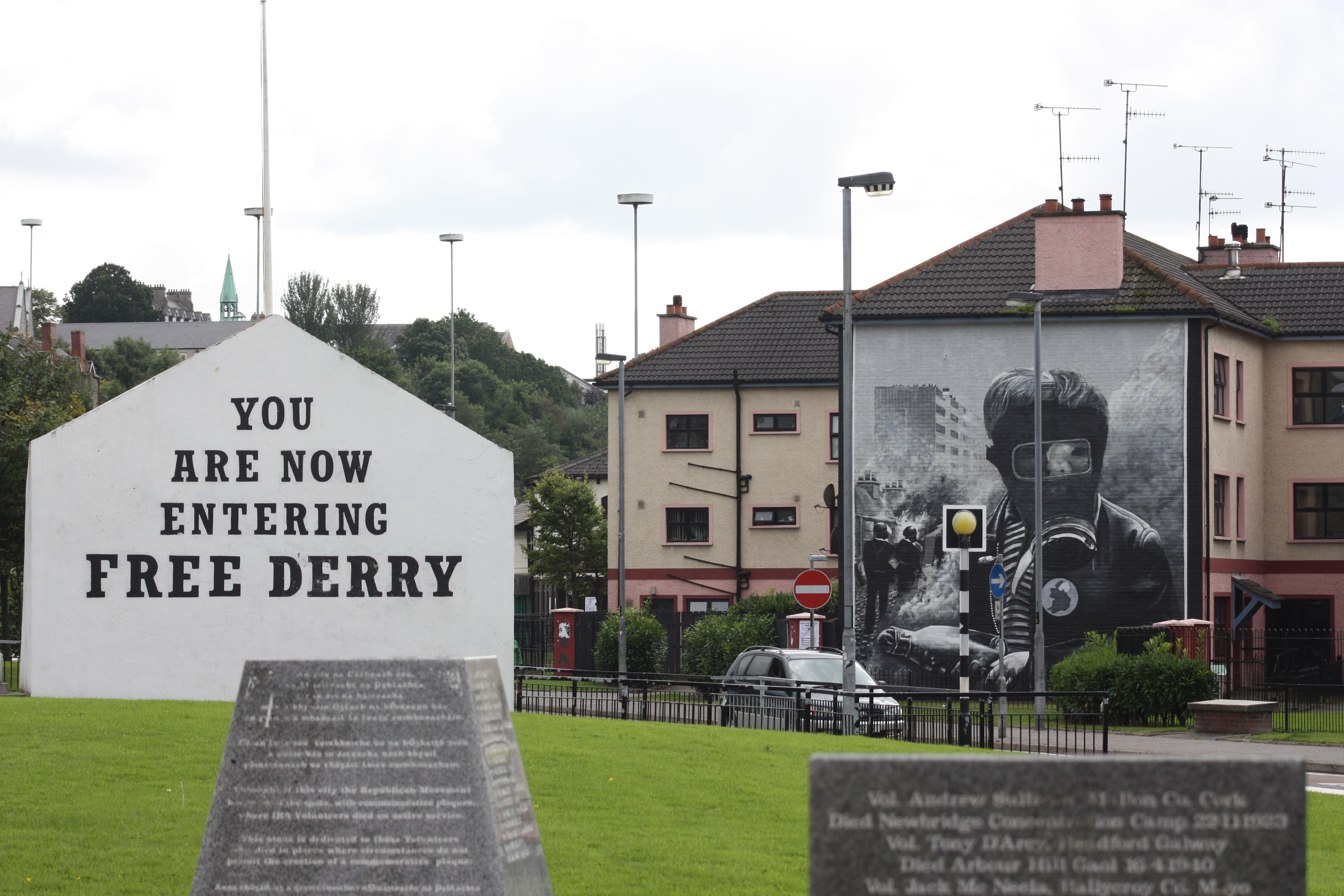
Wandbild – „Sie betreten jetzt das freie Derry“

Demonstrationen der nordirischen Bürgerrechtsbewegung führten ab 1968 zu Auseinandersetzungen mit unionistischen Gegendemonstranten, der überwiegend protestantischen nordirischen Polizei Royal Ulster Constabulary (RUC) und ihrer Hilfspolizei B-Specials. Den Bewohnern des fast ausschließlich von Nationalisten bewohnten Stadtteils Bogside in Derry gelang es im Oktober 1968 durch den Bau von Barrikaden, die aus ihrer Sicht parteiische nordirische Polizei über Nacht aus dem Stadtteil fernzuhalten. Dies war die Geburtsstunde von „Free Derry“, das sich zu einem No-go-Area für die Sicherheitskräfte entwickelte. Nach weiteren, über mehrere Tage andauernden Unruhen entstand im Januar 1969 an einer Giebelwand die bis heute vorhandene Inschrift „You are now entering Free Derry“. Im gleichen Monat bildeten sich im Stadtteil sogenannte Local Vigilante Committees, einer Bürgerwehr vergleichbar.
Einen vorläufigen Höhepunkt der Auseinandersetzungen bildeten die Unruhen ab dem 12. August 1969, die auch unter dem Namen „Schlacht um die Bogside“ bekannt wurden. Nach zwei Tagen sah sich die nordirische Polizei RUC nicht mehr in der Lage, Ordnung und Sicherheit zu garantieren. Es begann der Einsatz der britischen Armee, der am folgenden Tag auf Wohngebiete im Westen der Hauptstadt Belfast ausgedehnt wurde. Dort waren bei Auseinandersetzungen über 200, fast ausschließlich von katholischen Nationalisten bewohnte Häuser niedergebrannt worden. Sechs Menschen starben bei den Unruhen, bei denen die nordirische Polizei mit schweren Maschinengewehren auf die von Nationalisten bewohnten Divis Flats schoss. Der Einsatz der Armee wurde von katholisch-nationalistischer Seite zunächst begrüßt. Die bei den Unruhen entstandenen Barrikaden wurden teilweise beseitigt, an den Grenzen zwischen katholisch-nationalistischen und protestantisch-unionistischen Wohngebieten im September 1969 zum Teil durch Stacheldrahthindernisse der Armee ersetzt. Aus diesen Absperrungen der Armee entwickelten sich noch heute bestehende „Friedenslinien“ (englisch: Peace Line, auch Peace Wall), die häufig aus Betonwänden bestehen. Polizei und Armee duldeten dabei die Entstehung von No-go-Areas in Belfast und Derry, um eine weitere Eskalation zu verhindern. In den No-go-Areas von Belfast bildeten sich Bürgerverteidigungskomitees, die ihre Aktivitäten im „Central Citizens' Defence Committee“ (C.C.D.C) koordinierten. Das C.C.D.C bestand aus bis zu 95 Delegierten, die 75.000 Einwohner Belfasts repräsentierten. Eine der führenden Personen im C.C.D.C. war der nordirische Parlamentsabgeordnete Paddy Devlin. Die Verteidigungskomitees organisierten die Bewachung der Barrikaden, ihre Mitglieder patrouillierten – teilweise mit Messern und Knüppeln ausgerüstet – in den Wohngebieten.
Die zunächst wenigen und schlecht bewaffneten Mitglieder der IRA spielten während der Unruhen des Jahres 1969 nur eine Nebenrolle. Im Dezember 1969 spaltete sich die IRA in zwei Flügel: Die Official IRA und die Provisional IRA. Insbesondere der Provisional IRA gelang es innerhalb kurzer Zeit, sich zu reorganisieren und sich einen Ruf als Verteidiger der katholischen Wohngebiete zu erarbeiten. Mehrere Auseinandersetzungen zwischen der britischen Armee und katholischen Nationalisten führten zu einer „tiefgreifenden Entfremdung“ beider Seiten. Im Juli 1970 kam es zur Durchsuchung von mehr als 50 Häusern in Lower Falls Road im Westen Belfasts. Die Armee verhängte eine dreitägige Ausgangssperre; Feuergefechte zwischen den Sicherheitskräften und beiden Flügeln der IRA hatten den Tod von fünf Menschen zur Folge, weitere 60 wurden verletzt. Nach Augenzeugenberichten gingen die Soldaten bei den Durchsuchungen rücksichtslos und brutal vor.
Anfang 1971 ging die Provisional IRA zu offensiven Aktionen gegen die britische Armee über. Die nordirische Regierung führte im August 1971 Internierungen ohne Gerichtsverfahren ein, die zur weiteren Eskalation beitrugen: Die zuvor gewarnte IRA war von den Verhaftungen kaum betroffen, zudem war das Datenmaterial der Sicherheitskräfte veraltet. Schwere Unruhen forderten innerhalb von 48 Stunden 17 Menschenleben, darunter zehn katholische Zivilisten, die von der britischen Armee erschossen wurden. Während der Unruhen entstanden in vielen katholisch-nationalistischen Wohngebieten erneut Barrikaden. Betroffen hier von waren vorübergehend auch kleinere Städte wie Newry, Armagh und Strabane. Vor allem die Bogside in Derry und in geringerem Maße das Gebiet der Lower Falls Road in Belfast wurden zu No-go-Areas, zu denen sich die britische Armee nur noch durch größere Operationen Zugang verschaffen konnte. Insbesondere für die Provisional IRA entstanden Gebiete, in denen nahezu ungehindert Waffen gelagert, Mitglieder trainiert, Pressekonferenzen abgehalten und Bomben gebaut werden konnten.
Am 30. Januar 1972 wurden am Bloody Sunday bei einer Demonstration in Derry 13 Menschen von britischen Fallschirmjägern an der Grenze zur Bogside erschossen. Am 24. März trat die nordirische Regierung zurück; an ihre Stelle trat die Direktverwaltung durch die britische Regierung, vertreten durch den neugeschaffenen Posten des Nordirlandministers. Von protestantischer Seite wurde ein Vorgehen gegen die katholischen No-go-Areas gefordert. Im Mai 1972 begann die paramilitärische Ulster Defence Association (UDA), in protestantischen Wohngebieten vorübergehend No-go-Areas zu errichten, um diese Forderungen zu unterstreichen. Seit Jahresanfang 1972 hatte die Provisional IRA eine Serie von Bombenanschlägen verübt. Am 21. Juli 1972 explodierten in der Innenstadt von Belfast innerhalb von 75 Minuten circa 20 Bomben; neun Menschen wurden getötet und ungefähr 130 weitere verletzt. Dieser Bloody Friday hatte enormen Einfluss auf die öffentliche Meinung. Zehn Tage später drang die britische Armee in der „Operation Motorman“ in die No-go-Areas in Belfast und Derry ein. Die Barrikaden wurden mit schwerem Räumgerät beseitigt. Der Widerstand war gering, die IRA war von einer derartigen Militäroperation ausgegangen und hatte sich zurückgezogen. Michael Rainsborough, Professor für strategische Theorie am King’s College, nannte die No-go-Areas den „vielleicht wichtigsten militärischen Faktor, der die IRA zu einer starken Bedrohung werden ließ.“

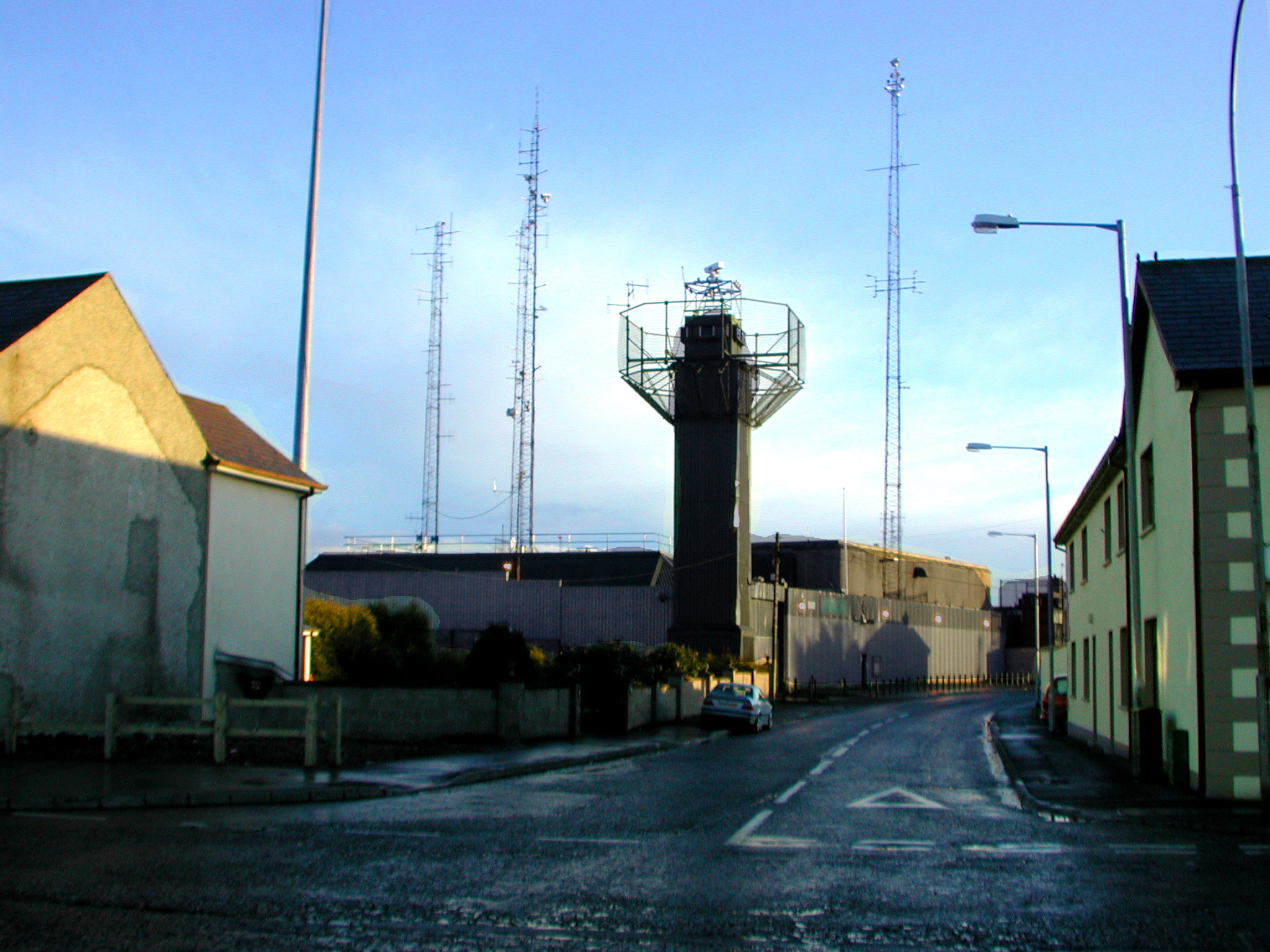
Kaserne der Polizei und Armee in Crossmaglen (April 2001)

 Nach der „Operation Motorman“ bezog die Armee in öffentlichen Einrichtungen wie Schulen oder Turnhallen Quartier. In den ehemaligen No-go-Areas entstand ein dichtes Netz von Wachtürmen und stark befestigten Armeestützpunkten, von denen aus die Wohnviertel mit Kameras und Richtmikrofonen überwacht wurden. Dennoch blieben die ehemaligen No-go-Areas Zentren des Nordirlandkonflikts. Insbesondere der Westen Belfasts entwickelte sich ab den 1980er Jahren zu Hochburgen der mit der IRA verbundenen Partei Sinn Féin.
Eine mit den No-go-Areas der Städte vergleichbare Situation bestand ab Mitte der 1970er Jahre in den ländlichen Grenzgebieten zur Republik Irland; insbesondere im Süden der Grafschaft Armagh. Das Gebiet um die Ortschaft Crossmaglen – von britischer Seite auch als „Bandit Country“ bezeichnet – ist auf drei Seiten von der inneririschen Grenze umgeben und wird fast ausschließlich von Katholiken bewohnt. Die örtliche IRA-Einheit konnte – gestützt auf den Rückhalt in der örtlichen Bevölkerung – mit weitaus größeren Freiheiten als in anderen Teilen Nordirlands agieren. Die britische Armee überwachte das Gebiet mit einem System von Stützpunkten und Wachtürmen, die wegen der Gefahr von Anschlägen weitgehend von Hubschraubern aus versorgt wurden.

## Debatte im Vorfeld der Fußballweltmeisterschaft 2006
Die afrikanische Gemeinde in Berlin wollte ausländische Besucher wie Asiaten, Afrikaner, Amerikaner, Südeuropäer und Israelis in Deutschland besser vor rassistischen Übergriffen schützen und plante daher, zur Fußball-Weltmeisterschaft 2006 eine Karte mit den No-go-Areas in Deutschland vorzulegen. Nach heftigen Diskussionen nahm der federführende „Afrika-Rat Berlin/Brandenburg“ von diesem Plan Abstand und beschränkte sich darauf, eine Reihe allgemein gehaltener Sicherheitsratschläge ohne Ortsangaben zur Verteilung der No-go-Areas zu veröffentlichen. Bekannt ist, dass es vergleichbare Karten bei den Wirtschaftsverbänden in den USA und in Japan bereits seit vielen Jahren gibt und diese eine Grundlage für Standortentscheidungen ausländischer Investoren bilden.
Im Mai 2006 sorgte der ehemalige Regierungssprecher Uwe-Karsten Heye für teilweise heftige Kritik, vor allem von ostdeutschen Politikern, als er unter anderem vor Brandenburg als potenzieller Gefahrenzone für dunkelhäutige Menschen warnte. Wörtlich sagte er „Es gibt kleine und mittlere Städte in Brandenburg und anderswo, wo ich keinem, der eine andere Hautfarbe hat, raten würde, hinzugehen. Er würde sie möglicherweise lebend nicht mehr verlassen“. Später zog er seine Aussage mit der Entschuldigung zurück, dass er kein Bundesland stigmatisieren wollte. Gleichzeitig warnte er jedoch vor Kleinreden und Bagatellisieren von rassistischen Übergriffen in Deutschland. Der brandenburgische Innenminister Jörg Schönbohm nannte Heyes Äußerungen eine „unglaubliche Entgleisung“. Nach anfänglicher Kritik bestätigte auch Brandenburgs Ministerpräsident Platzeck, dass Heye mit seiner Feststellung Recht habe, dass es in Deutschland und besonders im Osten ein Problem mit Rechtsextremismus, rechtsextremer Gewalt und Rassismus gebe. Ebenso kritisierte der Zentralrat der Juden in Deutschland, dass führende Politiker rechtsextreme Gewalt aufgrund der bevorstehenden Fußball-WM verharmlosen. Die Kriminalstatistik weise für Brandenburg vier rechtsextreme Gewaltdelikte auf 100.000 Einwohner auf, in Rheinland-Pfalz seien es dagegen nur 0,5.
Kritiker wie der Berliner Polizeipräsident Dieter Glietsch argumentierten dagegen, „No-go-Areas“ für Ausländer würden Neonazis in die Hände spielen, da sie ebendieses Ziel verfolgten. Nachdem von manchen Politikern diesbezüglich Kritik an der Polizei geübt wurde, erwiderte er „Wenn Politikern nach fremdenfeindlichen Übergriffen nichts Besseres einfällt als ungerechtfertigte Pauschalkritik an der Polizei, dann ist das ein Ausdruck der Hilflosigkeit. Jeder weiß, dass Rechtsextremismus und Gewalt nicht einfach Sicherheitsprobleme sind, die von der Polizei gelöst werden können“. Der damalige Bundesinnenminister Wolfgang Schäuble sagte „No-go-Areas darf es nicht geben, es gibt keine Zonen in der Bundesrepublik Deutschland, in denen das Gewaltmonopol des Staates nicht gilt.“
In Deutschland, aber auch in anderen westeuropäischen Ländern, wird verstärkt von Problemen mit „No-Go-Areas“ geredet, seitdem in einigen Großstädten sich vor allem arabisch-türkische Großfamilien, sogenannte Clans, angesiedelt haben und dort in ihren Quartieren das Straßenbild und die sozialen Umgangsformen bestimmen. Hier hat es die Polizei besonders schwer, das staatliche Gewaltmonopol und allgemeingültige gesellschaftliche Regeln mit einfachen Mitteln durchzusetzen. Der taktisch-„deeskalierende“ Rückzug aus dem betreffenden Gebiet erscheint dann oftmals als das Mittel der Wahl – unter Aufgabe staatlicher Regelungsbefugnisse. Der bekannte deutsch-libanesische Politologe, Islam- und Clanforscher Ralph Ghadban beschreibt das Problem so: „Clansolidarität ... führt unter anderem dazu, dass sie innerhalb einer kurzen Zeit 30, 40 Verwandte mobilisieren können, um andere zu terrorisieren und auch die Polizei einzuschüchtern. Wenn Polizisten einen Verdächtigen kontrollieren wollen, sind sie plötzlich umkreist, werden geschubst, beschimpft, bedroht. So sind No-go-Areas entstanden“.